# リチャード・ブリンズリー・シェリダン
リチャード・ブリンズリー・シェリダン（Richard Brinsley Sheridan, 1751年10月30日 - 1816年7月7日）は、アイルランド出身の劇作家、イギリスのホイッグ党の政治家。
代表作の諷刺喜劇『悪口学校』（1777年）は、シェイクスピア劇と人気を競い、初演から今日まで上演して外したことがないと言われるほどの人気を誇る。18世紀イギリス演劇を代表する傑作と評価されている。

## 前半生
R・B・シェリダンが生まれたのはダブリンのドーセット通り12番地で、この通りは18世紀後半、ファッショナブルな通りであった（130年後、やはり劇作家のショーン・オケイシーもこの通りで生まれた）。洗礼を受けたのは11月4日。父トマス・シェリダンはその当時、ダブリンの王立劇場で俳優兼監督をしていた。母フランセス・シェリダンは作家（最も有名な小説に『The Memoirs of Sidney Biddulph』がある）。その母は、彼が15歳の時に死んだ。長兄トーマスが死んだのは1750年で、この年、次兄のチャールズ・フランシスが生まれている（没年は1806年）。
シェリダンはロンドンのハーロー校で教育を受け、法律を学んでいたが、作曲家トマス・リンリーの娘エリザベス・リンリー（1754年 - 1792年）とロマンティックな駆け落ちをし、1773年4月13日、2人はメリルボーン教会で正式に結婚した。エリザベスとは後に死別するが、息子トーマスを授かった（1775年 - 1817年）。
シェリダンの2度目の結婚相手はエスター・ジェーン・オーグルで、彼女との間に息子チャールズ・ブリンズリー（1843年没）をもうけた。
シェリダンはロンドンに戻り、劇作をはじめた。最初の劇は『恋がたき』で、1775年にコヴェント・ガーデンで上演されたが、初日は失敗だった。シェリダンは2度目の興業で、滑稽なアイルランド人役により才能のある俳優をキャスティングした。それが大当たりで、たちまちシェリダンは若き劇作家の評判を確立した。この作品はイギリス文学のスタンダードとなった。
名声と富を得て、シェリダンはドルリー・レーン劇場の株を買った。代表作『悪口学校』（1777年）は英語で書かれたComedy of manners（風俗喜劇、風習喜劇）の傑作の1つと見なされている。続いて書かれた『The Critic』（1779年）は、風刺的な王政復古時代の劇『The Rehearsal』の焼き直しで、1946年、オールド・ヴィック・シアターにて、ローレンス・オリヴィエ主演で注目すべき再演が行われた（1晩のみ『オイディプス』も同時上演）。
シェリダンは社交界の花形で作家のキャロライン・ノートンの祖父で、第3代カナダ総督ならびに第8代インド総督フレデリック・ハミルトン＝テンプル＝ブラックウッドの曾祖父でもある。有名な怪奇小説作家シェリダン・レ・ファニュは、又甥にあたる。

## 政治活動
シェリダンはホイッグ党の政治家で、同党の有力な女性支持者デヴォンシャー公爵夫人ジョージアナの後援を受けて1780年に庶民院議員になった。雄弁家としてならし、1812年まで議員を続け、また党の要職にも就いた。さらに、コーンウォール公の歳入役（1804年 - 1807年）、海軍財務長官（1806年 - 1807年）のポストに就いた。1815年12月に病にかかり、以後は寝たきりの生活を強いられ、翌年に貧困のうちに死去した。ウェストミンスター寺院の「詩人のコーナー」に埋葬された。葬儀には公爵・伯爵・卿・子爵たち、ロンドン市長、その他多くの著名人が参列した。

## 作品
- 恋がたき（英語版）（The Rivals）（1775年1月17日初演）
  - 竹之内明子 訳『恋がたき』1990年, 日本教育研究センター
- 聖パトリックの日（英語版）（St Patrick's Day）（1775年5月2日初演）
- 付添婦人（英語版）（The Duenna）（1775年11月21日初演）
- スカーバラへの旅（英語版）（A Trip to Scarborough）（1777年2月24日初演）
- 悪口学校（英語版）（The School for Scandal）（1777年5月8日初演）
  - 福原麟太郎 訳「悪評学校」『世界戯曲全集4 英吉利篇2 英吉利古典劇集』 1930年, 近代社
  - 菅泰男 訳『悪口学校』1981年, 岩波書店〈岩波文庫〉
  - 竹之内明子 訳『悪口学校』1989年, 日本教育研究センター
- キャンプ（英語版）The Camp（1778年10月15日初演）
- 批評家（英語版）（The Critic）（1779年10月30日初演）
  - 竹之内明子 訳『劇評家』1999年, 徳島印刷センター
- 栄光の6月1日（英語版）（The Glorious First of June）（1794年7月2日初演）
- ピサロ（英語版）（Pizarro）（1799年5月24日初演）

他に詩集、庶民院議員を務めていた当時の政治的演説などがある。